# Re Umberto
Re Umberto M1 – stacja turyńskiego metra zlokalizowana w ścisłym centrum miasta pod Corso Vittorio Emanuele II. Na powierzchni kursują tramwaje linii 9 i 15 oraz autobusy 11, 12, 14, 33, 52, 63, 64, 67 i 68.